# Timothy Burstall

Timothy Burstall

Timothy Burstall (* 1776 in Lincolnshire; † 7. Dezember 1860 in Glasgow) war ein britischer Ingenieur und Pionier auf dem Gebiet des Lokomotivbaus.

## Leben

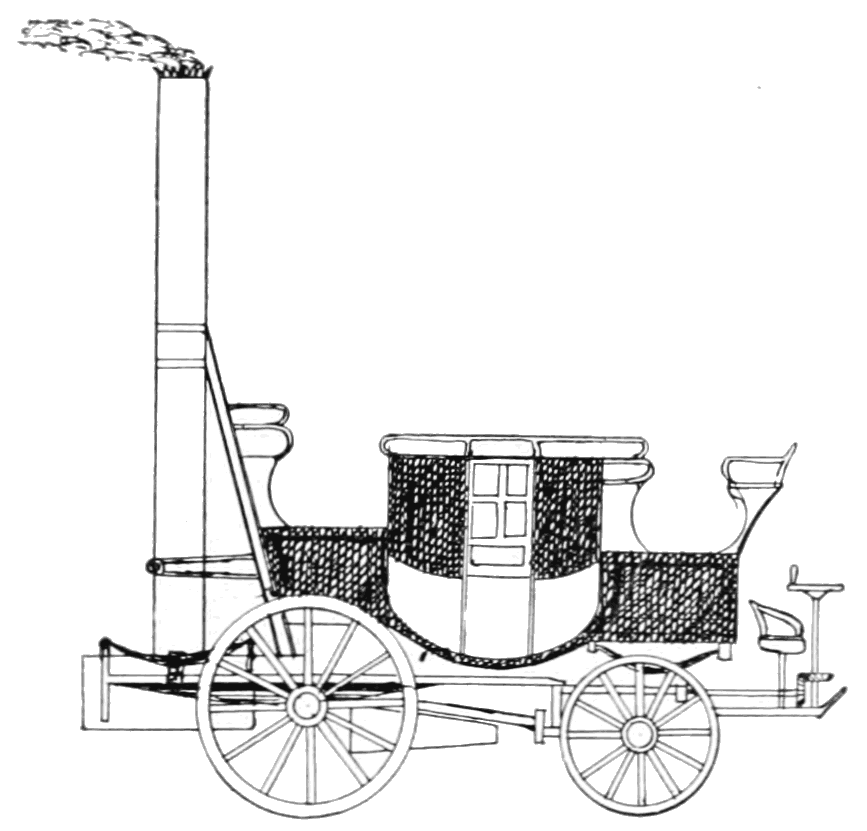
Burstalls und Hills Dampfwagen von 1824

Über Burstalls Leben und seine Arbeit liegen nur fragmentarische Informationen vor. 1824 baute er gemeinsam mit John Hill unter dem Firmennamen Burstall and Hill of London einen zweiachsigen Straßendampfwagen zur Personen-, Fracht- und Postbeförderung, den sie sich im Folgejahr durch das Patent No. 5090 vom 3. Februar 1825 schützen ließen. Bei Probefahrten zeigte sich jedoch, dass die Maschine den durch die schlechten Straßen verursachten Erschütterungen nicht gewachsen war und zu starke Schäden erlitt.
1826 erhielten Burstall und Hill ein weiteres Patent (No. 5405 vom 22. August) für einen dreiachsigen Dampfwagen, bei dem der Kessel getrennt vom Wagenkasten auf einem eigenen Untergestell ruhen sollte. Im Oktober desselben Jahres erreichte dieser zweite Dampfwagen bei Probefahrten auf der Ferry Road in Glasgow eine Geschwindigkeit von bis zu 6 Meilen pro Stunde. Ende Juli 1827 explodierte der Kessel des Wagens bei einer Fahrt auf einem Grundstück an der Westminster Road in London, wobei John Hills jüngerer Bruder verletzt wurde.

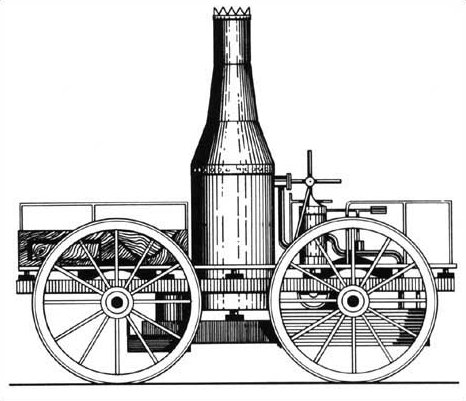
Burstalls Lokomotive Perseverance

1829 baute Burstall zur Teilnahme am Rennen von Rainhill die Lokomotive Perseverance (Ausdauer). Die Maschine wurde jedoch beim Transport beschädigt, als der von Pferden gezogene schwere Frachtwagen auf der Straße zur Erprobungsstrecke umstürzte. Burstall verbrachte, während die anderen Lokomotiven bereits geprüft wurden, fünf Tage mit der Reparatur der Perseverance. Als er sie am sechsten und letzten Tag schließlich wieder hergerichtet hatte, erwies sie sich als viel zu leistungsschwach: Während etwa die Siegermaschine Rocket mit einer Zuglast von 13 Tonnen eine Geschwindigkeit von 30 Meilen pro Stunde (48 km/h) erreicht hatte, schaffte Burstalls Lokomotive bei den ersten Probefahrten ohne Last nur 6 Meilen und blieb damit deutlich unter der geforderten Mindestgeschwindigkeit von 10 Meilen. Burstall zog seine Maschine daraufhin aus der Konkurrenz zurück und erhielt eine außerordentliche Aufwandsprämie von 26 Pfund Sterling zugesprochen.
Nach dem Misserfolg in Rainhill trat Burstall nicht mehr als Lokomotivkonstrukteur in Erscheinung und die Hinweise auf seine Tätigkeit werden spärlich. 1841 war er als Bauingenieur in Somerset ansässig, 1860 verstarb er in Glasgow.

## Familie
Burstall war zweimal verheiratet: 1806 wurde er in der Kirche St. Martin-in-the-Fields in London mit Charlotte Radwell getraut, und am 14. November 1825 heiratete er in Leith Mariann Price. Aus der zweiten Ehe gingen 1830 und  1838 zwei Söhne hervor, die beide wie ihr Vater den Namen Timothy erhielten.